# Цильхер, Пауль
Иоганн Пауль Цильхер (нем. Paul Zilcher; 9 июля 1855, Франкфурт-на-Майне — 23 августа 1943, Франкфурт-на-Майне) — немецкий музыкальный педагог и композитор. Отец композитора Германа Цильхера.
Сын Людвига Цильхера (1830—1913), дававшего частные уроки музыки. Учился во франкфуртской музыкальной школе, основанной Генрихом Хенкелем, затем в свою очередь стал популярным клавирным педагогом. Совместно с Эдмундом Парловом основал музыкальную школу в Оффенбахе, давал частные уроки. По оценке современного специалиста, Цильхеру принадлежит множество «незатейливых, но изящных и проникнутых тёплым чувством» дидактических пьес, вплоть до сочинений для самых начинающих: сборник «Впервые за клавиром» (нем. Die erste Zeit am Klavier). Цильхеру также принадлежит ряд упрощённых аранжировок для школьников — в частности, переложения вальсов Иоганна Штрауса-сына.
В российской фортепианной педагогике до сих пор используется пьеса Цильхера «У гномов» (Op. 106 No. 7), впервые опубликованная в СССР в 1940 году (редакция В. В. Нечаева).